# Spike Jonze
Spike Jonze (Rockville, Maryland - 22 d'octubre de 1969), de nom real Adam Spiegel, és un director de vídeos musicals, així com  productor i director de cinema estatunidenc.

## Biografia
Nascut sota el nom d'Adam Spiegel. El 26 de juny de 1999 Spike es va casar amb la directora Sofia Coppola, a qui va conèixer el 1992; Coppola té un paper protagonista en el vídeo musical que Spike va dirigir per a la cançó dels Chemical Brothers Elektrobank. El 2003 la parella es divorciava.
Els seus treballs més importants inclouen a la comèdia negra de 1999 Being John Malkovich, per la qual va ser nominat a l'Óscar al millor director, i el film del 2002 Adaptation: el lladre d'orquídies, ambdues escrites per Charlie Kaufman.
El 2009 va estrenar Where the Wild Things Are, una pel·lícula basada en el llibre infantil del mateix nom creat per Maurice Sendak. Aquesta pel·lícula presenta una barreja curiosa d'animació per ordinador i ninots reals com els que s'utilitzaven en pel·lícules com a The Dark Crystal o Laberinth. El repartiment el van conformar actors com Forest Whitaker i James Gandolfini, prestant la seva veu a les criatures fantàstiques i tenint per protagonista Max Records.
Va participar i produir la sèrie de televisió de la MTV Jackass i de Jackass: The Movie. Ha actuat en alguns vídeos i films i també escriu. Va ésser un dels directors i editors de la revista Dirt, també va ésser editor per a la Grand Royal Magazine.

## Filmografia

### Vídeos Musicals
Per ordre alfabètic:
- "100%" de Sonic Youth (1992)
- "All About Eve" de Marxman (1994)
- "Big Brat" de Phantom Planet (2003)
- "Buddy Holly" de Weezer (1994)
- "California" de Wax (1995)
- "Cannonball" de The Breeders (1993)
- "Car Song" de Elastica (1995)
- "Country At War" de X (1993)
- "Crush with Eyeliner" de R.E.M. (1995)
- "Da Funk" de Daft Punk (1997)
- "Daughter of the Kaos" de Luscious Jackson (1993)
- "Video Days" de Blind (1992)
- "Ditch Digger" de Rocket From the Crypt (1994)
- "Divine Hammer" de The Breeders (1994)
- "Drop" de The Pharcyde (1996)
- "Electrobank" de The Chemical Brothers (1997)
- "Electrolite" de R.E.M. (1997)
- "Feel the Pain" de Dinosaur Jr. (1994)
- "Freedom of '76" de Ween (1995)
- "Get Back" de Ludacris (2004)
- "Hang On" de Teenage Fanclub (1993)
- "High in High School" de Chainsaw Kittens (1993)
- "Home" de Sean Lennon (1998)
- "Island in the Sun" de Weezer (2000)
- "I Can't Stop Smiling" de Velocity Girl (1994)
- "If I Only Had a Brain" de MC 900 amb Jesus(1994)
- "It's All About the Benjamins (versió rock)" de Puff Daddy (1997)
- "It's In Our Hands" de Björk (2002)
- "It's Oh So Quiet" de Björk (1995)
- "Liberty Calls" de Mike Watt (1997)
- "Old Timer" de That Dog (1994)
- "Praise You" de Fatboy Slim (1998)
- "Ricky's Theme" dels Beastie Boys (1994)
- "Root Down (versión 2)" dels Beastie Boys (1998)
- "Sabotage" dels Beastie Boys (1994)
- "Shady Lane" de Pavement (1997)
- "Sky's the Limit" de Notorious B.I.G. (1997)
- "Sure Shot" dels Beastie Boys (1994)
- "The Diamond Sea" de Sonic Youth (1995)
- "The Rockefeller Skank (versión 1)" de Fatboy Slim (1998)
- "Time For Livin'" dels Beastie Boys (1993)
- "Triumph Of A Heart" de Björk (2005)
- "Undone (The Sweater Song)" de Weezer (1994)
- "Weapon of Choice" de Fatboy Slim (2000)
- "What's Up, Fatlip?" de Fatlip (2000)
- "Who Is Next?" de Wax (1995)
- "Wonderboy" de Tenacious D (2000)
- "Y Control" dels Yeah Yeah Yeahs (2004)

### Vídeos
- "Video Days" (director) (1991)
- "Ciao L.A." (director) (1994)
- "Mouse" (productor executiu, director) (1996)
- "An Intimate Look Inside the Acting Process" amb Ice Cube (director) (1999)
- "What's Up, Fatlip?" (director) (2003)
- "The Work of Director Spike Jonze" (director) (2003)
- "Yeah Right!" (productor executiu, director) (2003)
- "Corporate Ghost" (actor, director) (2004)
- "Tell Me What Rockers to Swallow" (2004)

### Pel·lícules
- "La meva vida boja" (actor) (1993)
- "Pig!" (actor) (1996)
- "How They Get There" (guionista, director) (1997)
- The Game (actor) (1997)
- "Yellow by Morning" (director) (1998)
- "Free Tibet" (1998)
- Being John Malkovich (director) (1999)
- "Tres reis (Three Kings)" (actor) (1999)
- "Torrance Rises" (actor, director, coreògraf) (1999)
- "Human Nature" (productor) (2001)
- Adaptation: el lladre d'orquídies (director) (2002)
- Jackass: The Movie (productor) (2002)
- Allà on viuen els monstres (director) (2009)
- Her (director) (2013)

### Televisió
- Jackass (creador, productor executiu) (2000)
- "Sonic Youth Video Dose" (actor) (2004)